# 語言癌
語言癌，香港、中國大陸稱語癌，指在口語或書面表達上普遍存在用法不當的現象，例如話語中的冗言贅字過多、言語邏輯不通順、詞不達意、歐化中文等，和語病的差異在於語癌不一定不合語法規則，相反可能解釋得更為明晰。

## 香港
粵語「語癌」和「乳癌」同音，此名稱於2000年代後期開始出現在網絡討論區用來指網民或公眾人物辭不達意、語意不清，令人摸不著頭腦，一些歐化中文或直譯英語以致文句不通或用詞不當者亦被視為語癌，後來還包括一些受中國大陸遣詞行文習慣影響、顯得冗長、累贅的語句。

## 中國大陸
「語癌」一詞由香港傳入。

## 台灣
「語言癌」一詞最早出現於傳統媒體是2014年12月19日的聯合報「『進行一個XX的動作』 你得語言癌了嗎？」新聞專題，該報導刊出後引發不少討論，有許多學者專家、作家詩人紛紛表示這是嚴重的問題，「年輕人」受「網路」影響太大，導致講話累贅。甚至教育部長吳思華讀到專題後亦相當重視，就在教育部輿情會報中，指示研擬因應措施，活化學校語文教學。但也有人持相反意見，如作家朱宥勳即認為世界上並沒有「正確」的語言，只有「適合」的語言，因此並不能說「語言癌」一定不妥。
根據聯合報的專題，語言癌還可分類為邏輯語病、語法語病和修辭語病。

## 例子
語言癌討論最多的一點為冗言贅字，例：
- 「進行一個XX的動作」

如「下架」常被講成「進行一個下架的動作」，如極端例「店員速將商品下架」變成「我們店相關店員這個部分，未來將會盡量迅速的對有關商品這個地方進行一個下架的動作」一句，便大量使用了「代詞或形容詞＋主要名詞（必要句）＋介詞＋名詞」、以及中間「副詞＋副詞＋形容詞＋形容詞」、後句「動詞＋數詞或量詞＋主要動詞（必要句）＋名詞」的形式；但「商品」、「店員」單純只是名詞，前面不一定要頻繁使用贅字「我們店面（的）」、「有關（的）」形容，也不需加上「的這個部分」無謂重申，而「下架」、「處理」本身即是動詞，因此將之轉為名詞並加上「進行一個」、「的動作」等功能動詞便毫無必要，單用動詞即可。
而在中文使用上，「進行一個⋯⋯的動作」本身雖是合乎文法的用法，但與直接使用動詞相比，指涉對象通常僅在「動作」的形式上，深度其實不同，例如：「警察開駕駛人紅單」，意指駕駛人（司機）遭警方開單，但「警察對駕駛人進行一個開紅單的動作」，則可能代表該員警對著駕駛人表演了一套開單動作，但實際上並未將紅單開出。